# Fayda Belo
Fayda Belo da Costa Gomes (Cachoeiro de Itapemirim, 1981) é uma advogada e influenciadora digital brasileirra, que explica de maneira simples conceitos jurídicos, leis e crimes, incluindo questões como injúria racial, homofobia, atos capacitistas e assédio sexual. Assim, leva um letramento jurídico para a população.
Seu bordão é "pode ou não pode?" e seus seguidores são chamados de "crimelovers". Pela semelhança profissional com a personagem de Viola Davis, foi apelidada de "Annalise Keating brasileira".

## Biografia
Fayda Belo é mulher preta, gaga, filha de mãe solo. Durante sua infância, seu pai vendeu a casa em que moravam e fugiu, o que levou sua mãe a ficar internada em um hospital psiquiátrico por alguns anos. Fayda cresceu em um bairro muito pobre e sua mãe, Maria Efigênia Belo, era a base para seu esforço nos estudos: queria honrá-la. Ela sabia que a educação era o caminho para "virar a chave", não só financeira, mas também para os problemas que aconteciam no seu cotidiano, como racismo, abusos e estupros.
A vendedora de automóveis queria ser advogada desde os oito anos de idade, mas já era mãe quando decidiu cursar Direito, então não podia se mudar para frequentar uma universidade pública. Conseguiu bolsa PROUNI para uma faculdade particular em sua cidade, quando tinha 24 anos e dois filhos. Formou-se advogada em 2014 (passou na prova OAB um ano antes com nota máxima) e especializou-se em crimes de gênero, direito antidiscriminatório e feminicídios. Assim, chegou ao lugar que sonhava: "ser uma advogada de grupos excluídos".
| “            | Eu sempre sonhei em estar no lugar que estou hoje: ser uma advogada de grupos excluídos, que em sua grande massa quando são réus, a lei é rigorosa, mas quando são vítimas, ninguém liga. | ” |
| — Fayda Belo | |   |

Em 2018, candidatou-se a Deputada Federal pelo PP do Espírito Santo. Em 2020, foi pré-candidata a prefeita de sua cidade natal.

### Influenciadora digital
Durante o isolamento social da pandemia de Covid-19, os fóruns passaram a acontecer online. Assim, Fayda Belo teve mais tempo para navegar nas redes sociais e viu um vídeo de uma garota lésbica que temia ser “deserdada” pela mãe. Passou a publicar vídeos respondendo com linguagem simples e eles tiveram boa recepção pelos seguidores. Assim começou sua carreira de criadora de conteúdo.
| “            | O que me diferenciou, desde o começo da carreira, é que eu traduzo o ‘juridiquês’ para a linguagem popular, falo de leis de um jeito que todo mundo entende. | ” |
| — Fayda Belo | |   |

Em junho de 2022, durante palestra proferida no Seminário Online sobre Música Negra, a live online foi invadida por pessoas que proferiram xingamentos e palavras de baixo calão contra o fato de Fayda ser uma mulher negra. A Ordem dos Advogados do Brasil - Seccional ES veio a público em favor de Fayda Belo com nota de repúdio contra o ocorrido. O mesmo fez a Ouvidoria da Igualdade Racial, da Câmara de Vereadores, de Cachoeiro de Itapemirim-ES.
No mês seguinte, Fayda identificou o crescimento do discurso de ódio contra as minorias e apontou que, cada dia mais, "homofóbicos, racistas e misóginos criam coragem para praticar crimes".
Em setembro de 2022, participou da campanha #ParaCadaUma, iniciativa global da Organização das Nações Unidas.

#### Influencers da banana de pelúcia
Em junho de 2023, Kerollen Cunha e Nancy Gonçalves tiveram grande volume de visualizações nas redes sociais por um vídeo em que riam enquanto distribuíam macacos e bananas de brinquedo para crianças negras no Rio de Janeiro. Fayda Belo classificou o caso como racismo recreativo e utilizou sua influência nas redes sociais para pedir mobilização do Ministério Público do Rio de Janeiro e da Polícia Civil, já que se tratava de crime de racismo. Fayda protocolou uma notícia crime junto à Delegacia de Crimes Raciais e Delitos de Intolerância.

## Vida pessoal
Fayda Belo é casada com André desde 2006, é mãe de dois filhos (uma gravidez aos 15 anos e outra aos 18) e avó de dois netos.

## Reconhecimentos
- 2024 - Prêmio Sim à Igualdade Racial, na Categoria Cultura - Influência e representatividade digital[27][28]
- 2023 - Black Sisters in Law, na categoria Melhor advogada do Brasil em Direito Antidiscriminatório[1][13]

## Obra
- 2023 - Justiça para Todas – O que toda mulher precisa saber para garantir seus direitos (Ed. Planeta)[13][26][29]

## Palestras
- 2024 - III Fórum Municipal de Políticas para as Mulheres[30]
- 2024 - Justiça Para Todas Summit[31][32]
- 2024 - Direitos e cidadania: como a justiça impacta a sua vida[33]
- 2024 - Gramado Summit[34]
- 2023 - 18ª edição do Interculte - Gênero, Estéticas e Afetividades na produção de Inteligências outras[35][36]
- 2023 - FIRE FESTIVAL[37]
- 2023 - Consciências, do Sesc RJ[9][38][39]
- 2022 - #Provoca, na TV Cultura[40]

## Links externos
- TikTok
- Instagram